# Бруно Оливейра
Бруно Джилио де Оливейра (роден на 20 август 1985 г. в Сао Висенти, Бразилия) е бразилски футболист.

## Кариера
Играл е за редица бразилски тимове сред които Гремио Катандувензе, Моги Мирим, Ред Бул Бразил, Нороесте, и Ботафого СП. Преминал е и през португалския Фейренсе. Присъединява се към Черноморец (Бургас) в края на юни 2013 г. със свободен трансфер. Дебютира на 19 юли 2013 г. срещу Черно море (Варна).

## Статистика по сезони
| Сезон    | Отбор           | Първенство | Мачове | Голове |
| -------- | --------------- | ---------- | ------ | ------ |
| 2013/ес. | Черноморец (Бс) | А група    | 7      | 0      |